# Better Dead than Alien
Better Dead than Alien (lett. "meglio morto che alieno", scritto Better Dead than Alien! nella schermata introduttiva) è un videogioco sparatutto a schermata fissa spaziale, simile a classici come Space Invaders e Galaxian, pubblicato nel 1988 per i computer Amiga, Atari ST, Commodore 64 e MS-DOS dalla Electra, un'etichetta appartenente alla sviluppatrice britannica Oxford Digital Enterprises. Sembra essere l'unico titolo mai pubblicato dalla Electra, e l'unico tentativo della Oxford di fare autonomamente anche da editrice.
La confezione originale include un breve fumetto sul protagonista, il pilota Brad Zoom. La copertina, la schermata introduttiva e il fumetto sono un omaggio alla fantascienza classica degli anni '50.

## Modalità di gioco
Better Dead than Alien riprende la tradizionale formula degli sparatutto a schermata fissa bidimensionali, dove si controlla un'astronave che spara verso l'alto e deve eliminare formazioni di alieni volanti nella parte alta dello schermo, che a loro volta sparano verso il basso oppure scendono temporaneamente a cercare di scontrarsi con l'avversario.
L'astronave del giocatore può spostarsi in ogni direzione, ma normalmente lo spostamento verticale è limitato fino a una certa altezza. Possono partecipare anche due giocatori in cooperazione simultanea.
I 25 livelli (settori) sono composti a loro volta da tre sottolivelli: due sono costituiti dalla classica ondata di piccoli alieni uniformi, seguiti da uno con un grande e mostruoso boss, come un volto di aspetto orribile o una creatura a tre tentacoli, oppure con meteoriti nello stile di Asteroids. Questi ultimi viaggiano in linea retta in ogni direzione e si sdoppiano in pezzi più piccoli quando colpiti; in questi sottolivelli il giocatore ha la possibilità di spostarsi anche più in alto nello schermo.
Ogni giocatore ha a disposizione diverse barre di energia, che si riducono una alla volta quando si subiscono attacchi. La barra attuale si consuma anche sparando e si ricarica gradualmente quando non si spara. Le barre completamente esaurite dagli attacchi nemici però non si recuperano con la normale ricarica.
Di tanto in tanto un alieno può iniziare a emanare un bagliore, se a quel punto lo si distrugge lascerà cadere un power-up sotto forma di capsula da raccogliere. L'effetto può essere una nuova barra di energia o uno tra otto potenziamenti. Le icone nel pannello informativo mostrano lampeggiando quale sarà il potenziamento: fuoco triplo a ventaglio, fuoco a ripetizione, stordimento temporaneo degli alieni, sdoppiamento della propria astronave, distruzione di un'intera fila di alieni, fuoco multiplo con consumo singolo, indebolimento di tutti gli alieni, scudo protettivo. I potenziamenti durano solo per il sottolivello attuale, a meno che l'alieno luminescente si uccida per ultimo, nel qual caso il potenziamento vale per il sottolivello successivo.
Le versioni per Amiga, Atari ST e MS-DOS sono identiche tra loro: in esse, nello schema di gioco c'è un pannello informativo grafico posto a destra che contiene informazioni su energia e power-up, hanno un sistema di password che consente di passare ai livelli successivi, e sono prive di musica. La versione C64, a differenza delle altre, ha il pannello informativo posto in basso, mantiene in memoria l'ultimo livello raggiunto senza bisogno di password, e ha tre colonne sonore, una per ogni zona del livello; nella prima vi è uno stralcio del noto brano Na Na Hey Hey Kiss Him Goodbye.